# Davide Bartesaghi
Davide Bartesaghi (Erba, 29 dicembre 2005) è un calciatore italiano, difensore del Milan e della nazionale Under-20 italiana.

## Caratteristiche tecniche
Inizialmente attaccante, nelle giovanili del Milan è stato dirottato sulla fascia dove ha iniziato a giocare come terzino sinistro.

## Carriera

### Club
Entra a far parte del settore giovanile dell'Atalanta dove resta per due anni prima di passare nelle trafile del Milan nel 2012. Il 20 agosto 2022 debutta nella Primavera nella prima giornata di campionato persa per 5-3 contro il Frosinone. Il 6 settembre successivo debutta anche in Youth League nel pareggio esterno per 1-1 contro il RB Salisburgo. Conclude la sua stagione con 25 presenze in tutte le competizioni.
Nella stagione successiva viene aggregato alla prima squadra, venendo convocato per la prima partita di campionato contro il Bologna, dove non scende in campo. Compie il suo debutto in Serie A il 23 settembre 2023 subentrando ad Alessandro Florenzi nella vittoria per 1-0 contro il Verona. Il 2 ottobre ha firmato il suo primo contratto professionistico con i rossoneri valido fino al 2026. Il 13 dicembre seguente, debutta nelle competizioni europee in Champions League, subentrando a Rafael Leão nell'ultima gara della fase a girone nei minuti finali della vittoria contro il Newcastle per 2-1. Il 2 gennaio 2024, esordisce anche in Coppa Italia subentrando ad Álex Jiménez nella vittoria degli Ottavi contro il Cagliari per 4-1.
In estate viene inserito nella rosa del Milan Futuro debuttando in Serie C il 25 agosto nella sconfitta per 1-0 contro l’Entella; segna il suo primo gol il 20 ottobre nella sconfitta per 1-3 contro il Legnago.

### Nazionale
Ha giocato nelle nazionali giovanili italiane Under-18 ed Under-19. Nel luglio del 2024 prende parte all’Europeo Under-19.

## Statistiche

### Presenze e reti nei club
Statistiche aggiornate al 1 luglio 2025.
| Stagione        | Squadra         | Campionato      | Campionato | Campionato | Coppe nazionali | Coppe nazionali | Coppe nazionali | Coppe continentali | Coppe continentali | Coppe continentali | Altre coppe | Altre coppe | Altre coppe | Totale | Totale |
| Stagione        | Squadra         | Comp            | Pres       | Reti       | Comp            | Pres            | Reti            | Comp               | Pres               | Reti               | Comp        | Pres        | Reti        | Pres   | Reti   |
| --------------- | --------------- | --------------- | ---------- | ---------- | --------------- | --------------- | --------------- | ------------------ | ------------------ | ------------------ | ----------- | ----------- | ----------- | ------ | ------ |
| 2023-2024       | Milan           | A               | 6          | 0          | CI              | 1               | 0               | UCL                | 1                  | 0                  | -           | -           | -           | 8      | 0      |
| 2024-2025       | Milan Futuro    | C               | 25+2       | 1+0        | CI-C            | 4               | 0               | -                  | -                  | -                  | -           | -           | -           | 31     | 1      |
| 2024-2025       | Milan           | A               | 3          | 0          | CI              | 2               | 0               | UCL                | 1                  | 0                  | SI          | 0           | 0           | 6      | 0      |
| 2025-2026       | Milan           | A               | 0          | 0          | CI              | 0               | 0               | -                  | -                  | -                  | SI          | 0           | 0           | 0      | 0      |
| Totale Milan    | Totale Milan    | Totale Milan    | 9          | 0          |                 | 3               | 0               |                    | 2                  | 0                  |             | 0           | 0           | 14     | 0      |
| Totale carriera | Totale carriera | Totale carriera | 36         | 1          |                 | 7               | 0               |                    | 2                  | 0                  |             | 0           | 0           | 45     | 1      |

## Palmarès
- Supercoppa italiana: 1

Milan: 2024